# Sienno (obwód grodzieński)
Sienno (biał. Сенна, Sienna; ros. Сенно, Sienno) – wieś na Białorusi, w obwodzie grodzieńskim, w rejonie nowogródzkim, nad rzeką Wołowicz (lewym dopływem Niemna), około 22 km na północny wschód od Nowogródka.

## Historia
Pierwsza znana dziś wzmianka o Siennie pochodzi z 1494 roku, gdy wielki książę litewski Aleksander Jagiellończyk darował te dobra przywilejem Teodorowi  Biohdanowiczowi Chreptowiczowi (zm. w 1528 roku). O ich granice Teodor sądził się z Janem Radziwiłłem (1474–1522), marszałkiem wielkim litewskim, a po jego śmierci – z wdową po nim – Hanną z Kiszków (~1480–1533). Przedmiotem sporów były krzywdy, jakich doznawał od Radziwiłłów, które czynili oni i ich poddani w dobrach Teodora – Siennie. Chodziło o zabójstwa ludzi, jaz na Niemnie, gony bobrowe, chmielniszcza itp. Król Zygmunt I Stary listem wydanym 1 grudnia 1522 roku uznał wszystkie pretensje Chreptowicza. W 1499 roku tenże król oddał mu Lubcz, który w 1528 roku nabył od Chreptowiczów wojewoda wileński Olbracht Gasztołd.
Od 1583 roku Siennem władał prawnuk Teodora, Adam Chreptowicz (1557–1628), podkomorzy nowogródzki.
W XVIII wieku Sienno należało do rodziny Obuchowiczów. Po wyjściu Eweliny Obuchowiczówny (zm. w 1880 roku) za Jana Pusłowskiego, dobra te przeszły z posagiem w ręce Pusłowskich i pozostawały w nich do końca XIX wieku, po czym zostały rozparcelowane.
Po III rozbiorze Polski w 1795 roku Sienno, wcześniej należące do województwa nowogródzkiego Rzeczypospolitej, znalazło się na terenie powiatu nowogródzkiego (ujezdu) guberni mińskiej Imperium Rosyjskiego. Po ustabilizowaniu się granicy polsko-radzieckiej w 1921 roku Sienno wróciło do Polski, weszło w skład gminy Lubcz w powiecie nowogródzkim województwa nowogródzkiego, od 1945 roku – w ZSRR, od 1991 roku – na terenie Republiki Białorusi.
W 2009 roku w Siennie mieszkało 95 osób.

## Dawny dwór
Obuchowiczowie, a później Pusłowscy mieszkali w dużym, jedenastoosiowym, drewnianym dworze. Był to parterowy dom ze środkową, trójosiową częścią piętrową, z wieńczącym ją trójkątnym szczytem. Budynek był przykryty wysokim, gontowym, płaskim, czteropadowym dachem z dwiema półokrągłymi lukarnami. Przed piętrową częścią, od strony podjazdu, był szeroki taras, nad którym zaprojektowano taras wsparty na dwóch konsolkach.
Przed domem rozciągał się wielki gazon, wokół domu – stary park. Poza nim stał murowany grobowiec z wielkim krzyżem otoczony żeliwnym płotem. Spoczywała w nim m.in. Ewelina Pusłowska oraz jej syn Adam Pusłowski, powstaniec styczniowy, rozstrzelany przez Rosjan.
Majątek w Siennie jest opisany w 2. tomie Dziejów rezydencji na dawnych kresach Rzeczypospolitej Romana Aftanazego.